# Compsoptera opacaria
Compsoptera opacaria là một loài bướm đêm trong họ Geometridae.